# Jean-Pierre Gailliez
Jean-Pierre Gaillez és el fundador de la Compagnie du Canal du Centre que des del 1978 va començar la lluita per a protegir el patrimoni industrial del tram històric canal del Centre que va perdre el seu paper econòmic quan la drecera moderna va començar a construir-se. Tot i que la seva companyia va fallir per manca de recursos, va obtindre el resultat: el siti del canal va llistar-se com a monument i l'apoteosi va arribar el 1998 quan la UNESCO va afegir l'antic canal i els quatre ascensors navals a la llista del patrimoni de la Humanitat. Amb Carl Norac, va publicar el relat d'aquesta aventura en un llibre sortit el 1994.